# Fanny Chmelar
Fanny Chmelar (* 31. Oktober 1985 in Weilheim in Oberbayern) ist eine ehemalige deutsche Skirennläuferin und ehemalige Sportsoldatin. Ihre besten Leistungen erzielte sie in der Disziplin Slalom.

## Biografie
Chmelar startete erstmals im Dezember 2000 bei FIS-Rennen und nationalen Juniorenrennen. Die ersten Einsätze im Europacup folgten zwei Jahre später. Nachdem sie dort nach einiger Zeit stark aufsteigende Tendenz bewiesen hatte, durfte sie Ende Dezember 2005 ihre ersten Weltcup-Rennen bestreiten. Schon bei ihrem dritten Rennen, der Super-Kombination von St. Moritz am 22. Januar 2006 holte sie mit Platz 20 ihre ersten Weltcuppunkte.
Es folgte eine Serie guter Platzierungen: Zwei Wochen später fuhr Chmelar beim Slalom von Ofterschwang mit der hohen Startnummer 51 auf den 16. Rang. Am 15. Dezember 2006 erreichte sie Platz sechs in der Super-Kombination auf der Reiteralm. 2007 nahm sie erstmals an Weltmeisterschaften teil und wurde 21. in der Super-Kombination. Zu Beginn der Saison 2007/2008 startete Chmelar im Weltcup zum letzten Mal in den schnellen Disziplinen Abfahrt und Super-G, seither konzentrierte sie sich vorrangig auf den Slalom.
In der Saison 2008/09 erzielte Chmelar konstant gute Weltcup-Ergebnisse. Bei ihren elf Starts vor den Weltmeisterschaften kam sie zwar sechsmal nicht ins Ziel oder wurde disqualifiziert, bei fünf Slaloms jedoch war ein 13. Platz das beste und Platz 24 das schlechteste Ergebnis. Sie wurde aufgrund dieser Leistungen für die Titelkämpfe in Val-d’Isère nominiert. In der Vorbereitung auf die Weltmeisterschaften gelangen ihr in Oberjoch zwei Slalomsiege hintereinander, zunächst bei einem FIS-Rennen und einen Tag später bei den deutschen Juniorenmeisterschaften. Beim Sieg von Maria Riesch auf der Strecke La face de Bellevarde gelang ihr mit Platz acht der Sprung in die Top 10. Beim Weltcupfinale in Åre gelang ihr am 13. März 2009 der einzige Podestplatz ihrer Karriere.
Mit weiteren Top-10-Platzierungen in der Saison 2009/10 konnte sich Chmelar für die Olympischen Winterspiele 2010 in Vancouver qualifizieren und in einer internen Ausscheidung in Kanada zusammen mit Christina Geiger für den Einsatz im Olympischen Slalom am 27. Februar 2010 gegen Katharina Dürr durchsetzen. Bei ihrer einzigen Olympiateilnahme schied Chmelar jedoch im zweiten Durchgang aus, nachdem sie in Lauf eins an 13. Stelle gelegen war. Bei den Winter-Militärweltspielen im März 2010 gewann sie Gold im Slalom und Bronze im Riesenslalom.
In der Saison 2010/11 fuhr Chmelar in vier Weltcupslaloms unter die schnellsten 15, während sie im Europacup mit einem Sieg in Melchsee-Frutt und weiteren drei Podestplätzen die Slalomwertung gewann. Bei den Weltmeisterschaften 2011 in Garmisch-Partenkirchen belegte sie den 15. Rang im Slalom. Im Weltcupwinter 2011/12 war ein 13. Platz ihr bestes Ergebnis, in der Saison 2012/13 ein 15. Platz. Am 9. März 2013 gab Chmelar auf ihrer Website ihren Rücktritt vom Alpinen Skirennsport bekannt, einen Tag später bestritt sie in Ofterschwang das letzte Weltcuprennen originellerweise im Tutu.
2014 startete sie ihre Kochlehre im Hotel Zugspitze in Garmisch-Partenkirchen, die sie im Mai 2016 abgeschlossen hat. Zudem ist sie seit 2014 Mitglied im Bundeslehrteam Alpin des DSV und schult dort andere Skilehrer. Als staatlich geprüfte Skilehrerin bietet sie heute, neben ihrer ehrenamtlichen Tätigkeit im DSV-Bundeslehrteam, individuelles Coaching an.

## Erfolge

### Weltmeisterschaften
- Åre 2007: 21. Super-Kombination
- Val-d’Isère 2009: 8. Slalom
- Garmisch-Partenkirchen 2011: 15. Slalom

### Juniorenweltmeisterschaften
- Québec 2003: 10. Super-G, 32. Abfahrt, 43. Riesenslalom
- Bardonecchia 2005: 22. Super-G, 26. Abfahrt, 29. Riesenslalom

### Weltcup
- 8 Platzierungen unter den besten zehn, davon 1 Podestplatz

### Europacup
- Saison 2005/06: 4. Gesamtwertung, 3. Kombinationswertung, 5. Slalomwertung
- Saison 2010/11: 1. Slalomwertung
- 12 Podestplätze, davon 2 Siege:

| Datum            | Ort            | Land     | Disziplin |
| ---------------- | -------------- | -------- | --------- |
| 24. Februar 2006 | Vrátna         | Slowakei | Slalom    |
| 21. Januar 2011  | Melchsee-Frutt | Schweiz  | Slalom    |

### Weitere Erfolge
- 4 Deutsche Meistertitel:
  - Slalom 2009
  - Super-G 2009
  - Super-Kombination 2008 und 2009
- Gold im Slalom und Bronze im Riesenslalom bei den Winter-Militärweltspielen 2010
- 1 Podestplatz im Nor-Am Cup
- 11 Siege in FIS-Rennen

## In anderen Medien
Aufgrund der Bedeutung des Namens, wenn man ihn englisch ausspricht („Fanny“ ist im Britischen Englisch umgangssprachlich für „Vagina“, „Chmelar“ klingt englisch ausgesprochen ähnlich zu „smeller“ – jemand der etwas riecht), belegte die Frage “In what sport does Fanny Chmelar compete for Germany?” („In welcher Sportart tritt Fanny Chmelar für Deutschland an?“) in der britischen Gameshow The Chase (Folge vom 17. Oktober 2011) den ersten Platz in der Kategorie „Questions that made Brad laugh“ („Fragen, die [Moderator] Brad [Walsh] zum Lachen brachten“). Im Januar 2024 lernten sich Chmelar und Moderator Bradley Walsh schließlich persönlich kennen.